# Otto Rosenkranz
Otto Rosenkranz (geboren 3. Februar 1911 in Bromberg; gestorben 2. Oktober 2007) war ein deutscher Agrarökonom und Hochschullehrer.

## Leben und Werk
Otto Rosenkranz war der Sohn eines Mechanikermeisters. Nach dem Schulabschluss nahm er 1929 eine landwirtschaftliche Lehre auf und wurde 1931 zur polnischen Armee einberufen. Nach seiner Rückkehr studierte er von 1932 bis 1935 Landwirtschaft an der Technischen Hochschule Danzig mit Abschluss als Diplom-Landwirt. 1937 promovierte er zum Dr. rer. techn. und 1941 habilitierte er sich. Danach war er bis 1945 Dozent an der Reichsuniversität Posen. In dieser Zeit wurde er zur Wehrmacht einberufen und geriet in sowjetische Kriegsgefangenschaft. Seine Entlassung erfolgte erst im April 1949. 1950 wurde er Professor mit Lehrauftrag für landwirtschaftliche Betriebs- und Arbeitslehre an der Universität Leipzig. 1976 schied er mit 65 Jahren aus dem aktiven Universitätsdienst aus und wurde emeritiert. Er war ordentliches Mitglied der Akademie der Wissenschaften der DDR.

## Schriften (Auswahl)
- Siedlung und Landwirtschaft im Reichsgau Wartheland. Berlin 1941.
- (Hrsg.): Handbuch des Genossenschaftsbauern, Band 1–4, Berlin 1954–1958.
- Die Organisation der Feldwirtschaft und der Feldbaubrigaden in den landwirtschaftlichen Produktionsgenossenschaften. Berlin 1954.
- Einige Ergebnisse der Landarbeitsforschung und ihre Bedeutung für die Betriebsorganisation. Leipzig 1956.
- Über den gegenwärtigen Stand der Entwicklung in den Landwirtschaftlichen Produktionsgenossenschaften. Berlin 1959.
- Die Vergütung der Genossenschaftsbauern und ihre Problematik. Berlin 1967.

## Ehrungen
- 1986 Vaterländischer Verdienstorden
- 1991 Ehrendoktor der Universität Leipzig